# Abidin Budak
Abidin Budak (Dikili, Turquía, 9 de noviembre de 1943) es un taxónomo y herpetólogo turco.
Se graduó en la Facultad de Ciencias Naturales de la Universidad del Egeo en 1968. Tras obtener su doctorado, trabajó en Alemania en el museo de Investigación Alexander Koenig (1976-178) y de regreso a Turquía, se desempeñó como profesor adjunto (1984) y profesor (1999) de la Universidad del Egeo hasta su retiro en 2001.

## Abreviatura (zoología)
La abreviatura Budak  se emplea para indicar a Abidin Budak como autoridad en la descripción y taxonomía en zoología.